# Nuša
Nuša je žensko osebno ime.

## Izvor imena
Ime Nuša je skrajšana oblika imena Anuša. izhaja iz rusije

## Različice imena
Anuš, Anuša, Anuška, Nuše, Nuši, Nuška

## Pogostost imena
Po podatkih Statističnega urada Republike Slovenije je bilo na dan 31. decembra 2007 v Sloveniji število ženskih oseb z imenom Nuša: 1.947. Med vsemi ženskimi imeni pa je ime Nuša po pogostosti uporabe uvrščeno na 131. mesto.

## Osebni praznik
V koledarju je ime Nuša uvrščeno k imenu Ana.